# David Dees
David Dees (* 1958; † 31. Mai 2020) war ein amerikanischer Grafiker aus Louisville im US-Staat Kentucky. Er zeichnete seit 1996 für die Kinderzeitschrift Sesamstraße und die Kulturindustrie von Hollywood. Der Künstler stand im Zusammenhang mit Verschwörungstheorien und Antisemitismus in der Kritik.

## Leben
Neben Arbeiten für die Sesamstraße zeichnete er auch Cartoons und Bilder für Kinder und arbeitete für die Konzerne Warner Brothers Animation und Disney Home Video.
Nach Dees’ eigenen Angaben will er von 2003 bis 2010 an einem geheimen Ort in Schweden gelebt haben, bis ihn die schwedische Regierung im Herbst 2010 aufgefordert habe, das Land zu verlassen. Dees gab im März 2020 bekannt, dass bei ihm ein Melanom im Endstadium festgestellt worden war und er eine schulmedizinische Therapie ablehne; er zog sich daraufhin zurück. Am 31. Mai 2020 erlag er seinem Krebsleiden.

## Rezeption
Die Verwendung einer Illustration von Dees für ein Schulbuch des Klett-Verlages sorgte Anfang 2017 international für Aufsehen. Nachdem die ak[due]ll - Studentische Zeitung für Duisburg, Essen und das Ruhrgebiet einen Artikel über die antisemitische Karikatur veröffentlicht hatte, erschienen auch Artikel im Vice-Magazin und der taz, wodurch öffentlich wurde, dass Klett zur Erläuterung der Bankenkrise 2007 eine Illustration Dees verwendete, bei der ein vom Bankhaus Rothschild gesteuerter Pac-Man den europäischen Kontinent verschlingt. Der Klett-Verlag stoppte die Auslieferung des Buches. Der Grünen-Abgeordnete Volker Beck kritisierte, dass „die Illustration vier Jahre lang an Schulen genutzt werden konnte, ohne dass jemand ihren deutlichen Antisemitismus bemerkt oder etwas gegen das Lehrbuch unternommen hätte.“ Die Anti-Defamation League hiellt Dees für einen Verschwörungstheoretiker, Holocaustleugner und Antisemiten.

## Veröffentlichungen
- The Political Art of David Dees. Band 1, 2006–2013: Karikaturenbuch. Verlag Der Schelm, Leipzig 2016, ISBN 978-3-9818167-5-4.
- The Art of David Dees. Volume 2, Eigenverlag, ISBN 978-1-5136-1575-2.
- Dees. Vol. 3, Eigenverlag
- Dees. Vol. 4, Eigenverlag